# Garry Ayre
Garry Ayre (Vancouver, Columbia Británica; 12 de octubre de 1953) es un jugador de fútbol retirado que jugó en la North American Soccer League, la Major Indoor Soccer League y en la selección canadiense. En 2009, entrenó al equipo sub-21 del Coquitlam Metro-Ford Soccer Club.

## Trayectoria
Estuvo con el equipo New Westminster Blues en 1973. En 1977, se fue con Vancouver Whitecaps, donde jugó veintitrés partidos en esa primera temporada y quince en 1978 antes de ser transferido al New York Cosmos.
En 1979, se trasladó al Portland Timbers, donde actuó en 18 juegos la temporada siguiente. En 1981, estuvo con Baltimore Blast, pero solo jugó diez encuentros antes de que una lesión en la rodilla terminara su carrera.

## Selección nacional
Fue miembro de la plantilla de Canadá en los Juegos Olímpicos de Montreal 1976, donde jugó contra la Unión Soviética y Corea del Norte. Estuvo en las eliminatorias para la Copa del Mundo de 1978 pero antes, estuvo en los Juegos Panamericanos de México 1975.

### Participaciones en Juegos Olímpicos
| Torneo                   | Sede     | Resultado    |
| ------------------------ | -------- | ------------ |
| Juegos Olímpicos de 1976 | Montreal | Primera fase |

## Clubes
| Club                  | País           | Año       |
| --------------------- | -------------- | --------- |
| New Westminster Blues | Canadá         | 1973-1976 |
| Vancouver Whitecaps   | Canadá         | 1977-1978 |
| New York Cosmos       | Estados Unidos | 1978      |
| Portland Timbers      | Estados Unidos | 1979-1980 |
| Wichita Wings         | Estados Unidos | 1980-1981 |
| Baltimore Blast       | Estados Unidos | 1981      |

## Palmarés

### Títulos nacionales
| Título                       | Equipo          | País           | Año  |
| ---------------------------- | --------------- | -------------- | ---- |
| North American Soccer League | New York Cosmos | Estados Unidos | 1978 |